# Alfred Gottwald
Alfred Gottwald (* 11. Juni 1893 in Tarnau, Schlesien; † 7. Dezember 1971 in Hille, Kreis Minden) war ein deutscher expressionistischer Kirchenmaler des 20. Jahrhunderts.

## Leben
Alfred Gottwald studierte an der Kunstakademie in Breslau, schloss 1915 mit der Zeichenlehrerprüfung ab und besuchte dann in der Kunstakademie die Figurenmalklasse von Eduard Kaempffer.
Gottwald gestaltete Mosaike im Dom zu Trier und in St. Lutwinus in Mettlach. Er schuf auch bedeutende Werke im Ausland; beispielsweise in den schwedischen Städten Norrköping sowie Örebro und in St. Bonifaz in Genf. In vielen Pfarrkirchen befinden sich restaurierte Werke des Künstlers. Hierzu zählen St. Martin in Rehlingen-Siersburg, St. Stephanus, in der Allerheiligenkirche in Wadern, in der Herz-Jesu-Kirche in Hille sowie in der Schutzengelkirche in Heimbach.
Als Buchillustrator, dessen Kanontafeln häufig auch auf Altären zu finden waren, schuf er in den 1930er Jahren den Bildschmuck für ein Missale Romanum (Messbuch) und ein Missale Defunctorum (Totenmessbuch).
Seine letzte Ruhestätte fand er neben seiner Schwester auf dem Friedhof zu Hille.